# Rackett
El rackett es un instrumento renacentista y barroco de viento, de doble caña o doble lengüeta. Se lo considera uno de los precursores del fagot.

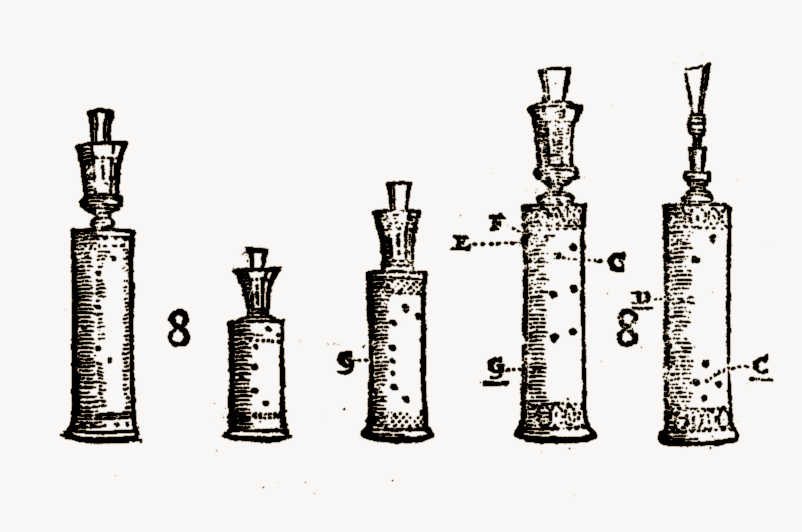
Racketts de Michael Praetorius Syntagma Musicum Theatrum Instrumentorum seu Sciagraphia (1620).

## Tipos de racketts
Como era habitual en el Renacimiento y en el Barroco, había distintos tamaños de racketts, conformando una familia, con tesituras desde el soprano hasta el bajo. A pesar de llegar hasta notas relativamente graves, el rackett es bastante pequeño. Esto se debe a su ingeniosa construcción. El cuerpo consiste en una cámara de madera en el que nueve cilindros paralelos son perforados. Estos están conectados, alternativamente, en la parte superior o inferior, creando un largo recorrido del aire en un cuerpo pequeño.
Sin embargo, esta construcción inusual presenta algunos problemas para el intérprete; debido a la disposición de los tubos la digitación resulta complicada.
El rackett barroco (desarrollado por Nuremberg 1655-1707), tiene una digitación más simple y racional debido en parte a la adición de tetines. Los tetines son unas extensiones tubulares de metal cubiertas por los dedos índices y los meñiques mientras de toca. No se puede afinar el instrumento mediante su extensión. El problema de la condensación de humedad se solucionó mediante un receptáculo extraíble de cobre para extraer el agua más fácilmente. El rackett barroco es un instrumento muy versátil, con un registro amplio similar al fagot barroco.

## Origen
Se desconoce su creador. Las primeras fuentes históricas que lo mencionan se encuentran en alemán, el inventario Wurttemberg de 1576 (aparece como Raggett) y el inventario de Graz de 1590 ( aparece como Rogetten). También se lo encuentra en pinturas antiguas de la banda de la corte de Múnich tocando con otros instrumentos.
Antes del siglo XVIII el rackett tenía un agujero cilíndrico en el cual se insertaba un tudel recto y de esta forma se soplaba. Luego el agujero se hizo cónico y se insertó un tudel en espiral.